# Пирикительская Алазани
Пирикительская Алаза́ни (Пирикити́-Алаза́ни груз. პირიქითი ალაზანი, Пирикита-Алазани, Пирикители-Алазани, в верховье Квахидисцкали груз. ქვახიდისწყალი) — горная река в историко-географической области Тушетии на северо-востоке Грузии. Протекает по территории Ахметского муниципалитета Кахетии в северной части Тушетского национального парка. Левый приток реки Андийское Койсу.
Название реки в верхнем течении — Квахидисцкали (груз. ქვახიდისწყალი) при переводе с грузинского языка распадается на три части: груз. ქვა (ква) — камень, груз. ხიდის (хидис) — моста (то есть существительное мост в родительном падеже) и груз. წყალი (цкали) — вода, река.
Длина реки составляет 46 (49) км. Площадь бассейна 368 км².
Истоки реки находятся на высоте >3000 м над уровнем моря, между вершинами Пирчита (3783 м) и Тебулосмта (4492 м) у стыка хребтов Тебулосский и Ацунта, вблизи границы Грузии с Россией. В верхнем течении до впадения Ларованис-Цкали течёт в основном на юго-восток и восток между хребтов Руани и Тушетский; в среднем и нижнем течении протекает между Алазанским и Тушетским хребтами, а преобладающим направлением является юго-восток. Ширина реки в начале нижнего течения составляет 12 м, глубина — 1,2 м.

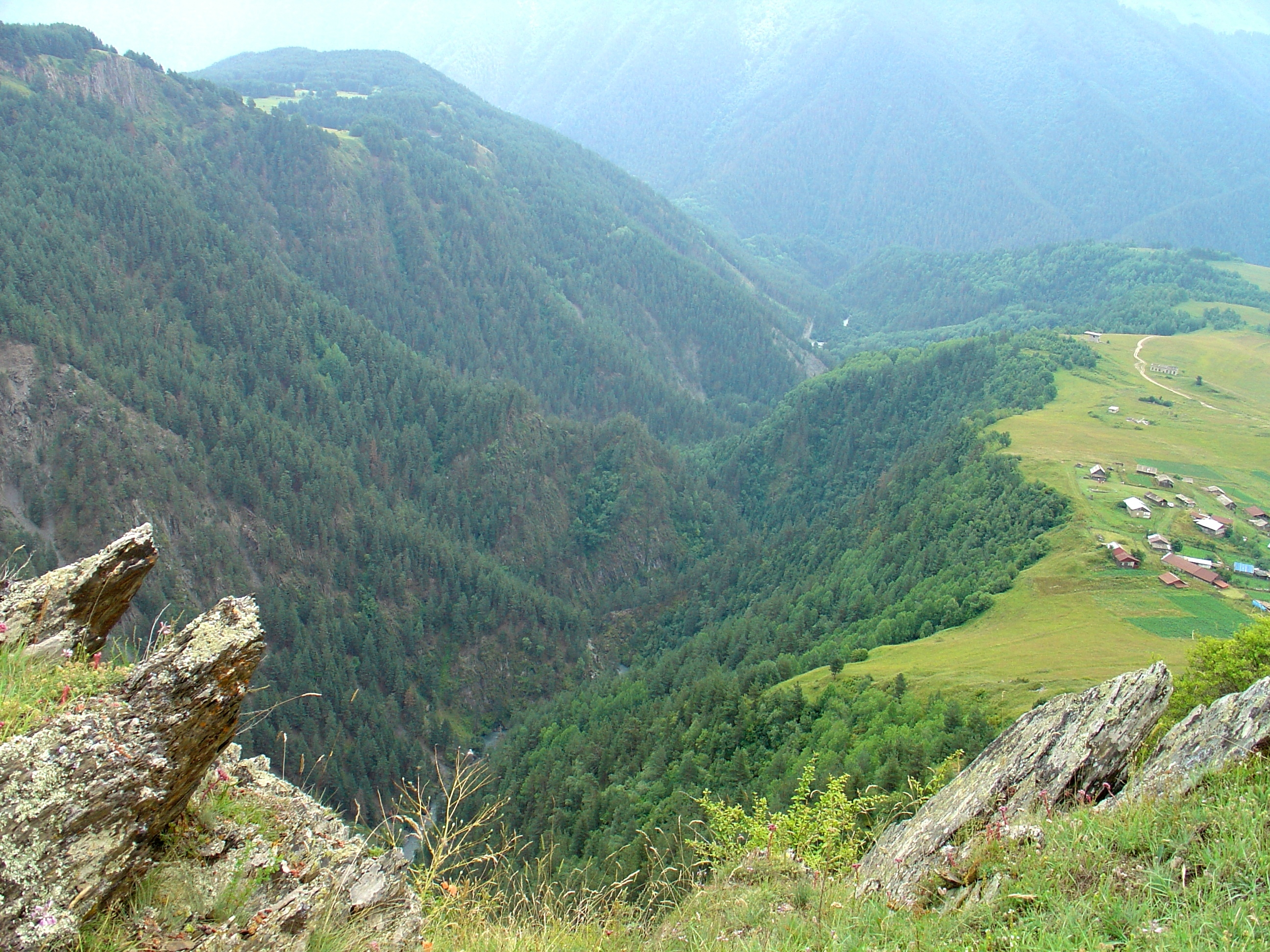
Вид на долину реки Пирикительская Алазани

Устье Пирикительской Алазани находится в 144 км по левому берегу реки Андийское Койсу, на высоте 1603 метров над уровнем моря, севернее села Шенако. Скорость течения около устья достигает 2,2 м/с.
Половодье приходится на вторую половину весны и лето, максимальный уровень воды достигается в июле, межень продолжается с ноября по апрель. Среднегодовой расход воды в устье составляет 10,2 м³/с. Больше половины стока приходится на лето и осень (56 %), на весну — 34 % и зиму — 10 %.
Основными притоками Пирикительской Алазани являются Ларованис-Цкали, которая впадает в неё справа выше нежилого села Гиреви, и Дидихеви, впадающая слева у села Дартло.
Около реки расположены следующие населенные пункты: Дано, Дартло, Омало, Шенако.